# Тріна Шлапека
Тріна Шлапека (нар. 20 травня 1988) — колишня латвійська тенісистка.
Найвищу одиночну позицію світового рейтингу — 1400 місце досягла 28 травня 2007, парну — 948 місце — 23 квітня 2007 року.

## Участь у Кубку Федерації

### Одиночний розряд
| Розіграш                                  | Стадія | Дата           | Місце            | Супротивник | Покриття | Суперниця            | W/L | Рахунок  |
| ----------------------------------------- | ------ | -------------- | ---------------- | ----------- | -------- | -------------------- | --- | -------- |
| 2008 Fed Cup Europe/Africa Zone Group III | R/R    | 24 квітня 2008 | Єреван, Вірменія | Ісландія    | Ґрунт    | Rebekka Pétursdóttir | W   | 6–0, 6–0 |
| 2008 Fed Cup Europe/Africa Zone Group III | R/R    | 25 квітня 2008 | Єреван, Вірменія | Норвегія    | Ґрунт    | Ульрікке Ейкері      | L   | 1–6, 3–6 |
| 2008 Fed Cup Europe/Africa Zone Group III | R/R    | 26 квітня 2008 | Єреван, Вірменія | Mauritius   | Ґрунт    | Astrid Tixier        | W   | 6–1, 6–1 |

### Парний розряд
| Розіграш                                  | Стадія | Дата           | Місце                   | Супротивник | Покриття | Партнерка     | Суперниці                         | W/L | Рахунок  |
| ----------------------------------------- | ------ | -------------- | ----------------------- | ----------- | -------- | ------------- | --------------------------------- | --- | -------- |
| 2007 Fed Cup Europe/Africa Zone Group III | R/R    | 25 квітня 2007 | Вакоас-Фенікс, Маврикій | Чорногорія  | Тверде   | Діана Букаєва | Даниця Крстаїч Vanja Radunović    | W   | 6–2, 6–4 |
| 2008 Fed Cup Europe/Africa Zone Group III | R/R    | 24 квітня 2008 | Єреван, Вірменія        | Ісландія    | Ґрунт    | Діана Букаєва | Sandra Kristjánsdóttir Iris Staub | W   | 6–1, 6–1 |